# Kottingwörth
Kottingwörth ist ein Ortsteil der Stadt Beilngries im oberbayerischen Landkreis Eichstätt im Naturpark Altmühltal.

## Lage
Das Kirchdorf liegt im Altmühltal südöstlich des Gemeindesitzes Beilngries zwischen Leising und Töging. Zur Staatsstraße 2230 gibt es Verbindungsstraßen.

## Geschichte
Kottingwörth ist im 6./7. Jahrhundert im Zuge der bajuwarischen Landnahme entstanden. Der ursprüngliche Siedlungsname erscheint in mittelalterlichen Urkunden, so 1080 in einer Wildbannurkunde Kaiser Heinrichs IV. für den Eichstätter Bischof Udalrich, als „Werde“ (für „Wörth“ = Insel), so bezeichnet wegen der Siedlungslage auf einer Altmühlinsel, die durch die Austrocknung des nördlichen Altmühlarmes als solche lange nicht mehr erkennbar war und erst nach den Renaturierungsmaßnahmen (2004–2006) wieder erkennbar ist. Die Sippe eines „Kotting“ wird sich zunächst an den hochwasserfreien Talrändern angesiedelt haben und hat wahrscheinlich im 9. Jahrhundert ihren Sitz auf die „Wörth“ verlegt; solche Ortsverlegungen gab es im Bereich des Altmühltals mehrmals. 1119 ist mit den „Herren von Werde“ erstmals ein Ortsadel als bischöfliches Ministerialengeschlecht bezeugt, das sich bis 1320 nachweisen lässt. Der Ortsadel saß auf dem kleineren Meierhof, während der größere („curia villicalis maior“) Meierhof von den Grafen von Hirschberg ab 1296 an das Kloster Rebdorf vergeben war; in Grögling und damit innerhalb der Pfarrei Kottingwörth saßen die Grafen bis etwa 1180. Von den Ministerialen erscheint 1129 Otto von Wird als Zeuge bei der Stiftung des nahen Benediktinerklosters Plankstetten, 1194 und 1209 wird ein Ulrich als „Truchseß von Werde“ genannt, der zusammen mit Hartwig von Werde dem Eichstätter Domkapitel angehörte.
Als bischöfliches Adelslehen kam der Ort beim Aussterben der Grafen von (Grögling)-Hirschberg mit Gebhard VII. 1305 an den Bischof von Eichstätt zurück. Die Grundherrschaft war, wie häufig in mittelalterlichen Hochstiftsorten, sehr zerstückelt. Außer dem Bischof nahmen das Augustinerchorherren-Kloster Rebdorf (mit Patronatsrecht, das 1313 mit dem größeren Meierhof an den Bischof überging), die schon genannten Herren von Werde, die Burggrafen von Nürnberg (ab 1516 die Erbmarschälle von Pappenheim), die Morsbacher und ab 1404 das Kloster Plankstetten grundherrliche Rechte wahr. Zollrechte für die Altmühlfurt bzw. für die spätere Brücke, über die die alte Salzstraße Reichenhall-Landshut-Nürnberg führte, besaßen als Lehen die Schenken von Töging. Die Bestrebungen der Eichstätter Fürstbischöfe, in ihrem Hochstift möglichst überall auch die Grundherrschaft zu erwerben, führten dazu, dass in Kottingwörth schließlich fast die gesamte Grundherrschaft durch Kauf und Tausch in bischöflichen Besitz kam, zuletzt, spätestens im frühen 17. Jahrhundert, der Plankstettener Besitz. Verwaltet wurde der bischöfliche Besitz vom Kastenamt Beilngries. Daneben gab es bäuerliche Eigengüter.
1407 ist erstmals eine Schmiede, 1447 eine Taferne und ebenfalls 1447 ein Badhaus im Ort erwähnt. Die Taferne war Eigenbesitz, Badhaus und Schmiede gehörten der Gemeinde. 1517 erscheint zum ersten Mal der Name „Kottingen-Wer“ in einer Töginger Urkunde. 1622 wurde das Pfarrhaus gebaut. 1644 standen vom Dreißigjährigen Krieg her sieben bischöfliche Hofstätten leer. Ende des 18. Jahrhunderts gab es in Kottingwörth 36 Haushaltungen. Niedergerichtlich bildete das Dorf zusammen mit acht anderen Dörfern bis zur Säkularisation 1802 im Oberamt Hirschberg-Beilngries einen eigenen Ehehaft-Sprengel.
Bei der Säkularisation kam das untere Hochstift, zu dem das Kastenamt Beilngries und damit auch Kottingwörth gehörte, an Großherzog Erzherzog Ferdinand III. von Toskana und 1806 an Bayern. Hier bildete Kottingwörth zusammen mit der Kottingwörthermühle eine Gemeinde im Landgericht und Rentamt Beilngries. 1809 wurden Kottingwörth, Kottingwörther Mühle, Leising und Pfenninghof zu einem Steuerdistrikt und ab 1811 zu einer Ruralgemeinde zusammengeschlossen. 1820 kam durch Abtrennung von der Gemeinde Töging der (in der zweiten Hälfte des 19. Jahrhunderts abgegangene) Oedhof zur Gemeinde hinzu. Ab 1838 war der Bezirk Beilngries und mit ihm die Gemeinde Kottingwörth Teil des Kreises Mittelfranken mit der Hauptstadt Ansbach.
Am 1. Juli 1972 wechselte der Ort vom aufgelösten oberpfälzischen Landkreis Beilngries in den erweiterten und aus Mittelfranken nach Oberbayern eingegliederten Landkreis Eichstätt.
Mit der bayerischen Gebietsreform wurde Kottingwörth am 1. Mai 1978 nach Beilngries eingemeindet.
Zählte man 1983 im Dorf noch sechs landwirtschaftliche Vollerwerbs- und 29 Nebenerwerbsbetriebe, so ist heute kein bäuerlicher Vollerwerbsbetrieb mehr vorhanden. Von 1997 bis 2000 wurde das alte Schulhaus in ein Gemeinschaftshaus umgewandelt.
Zur Kottingwörthermühle siehe dort.

## Katholische Pfarrkirche St. Vitus

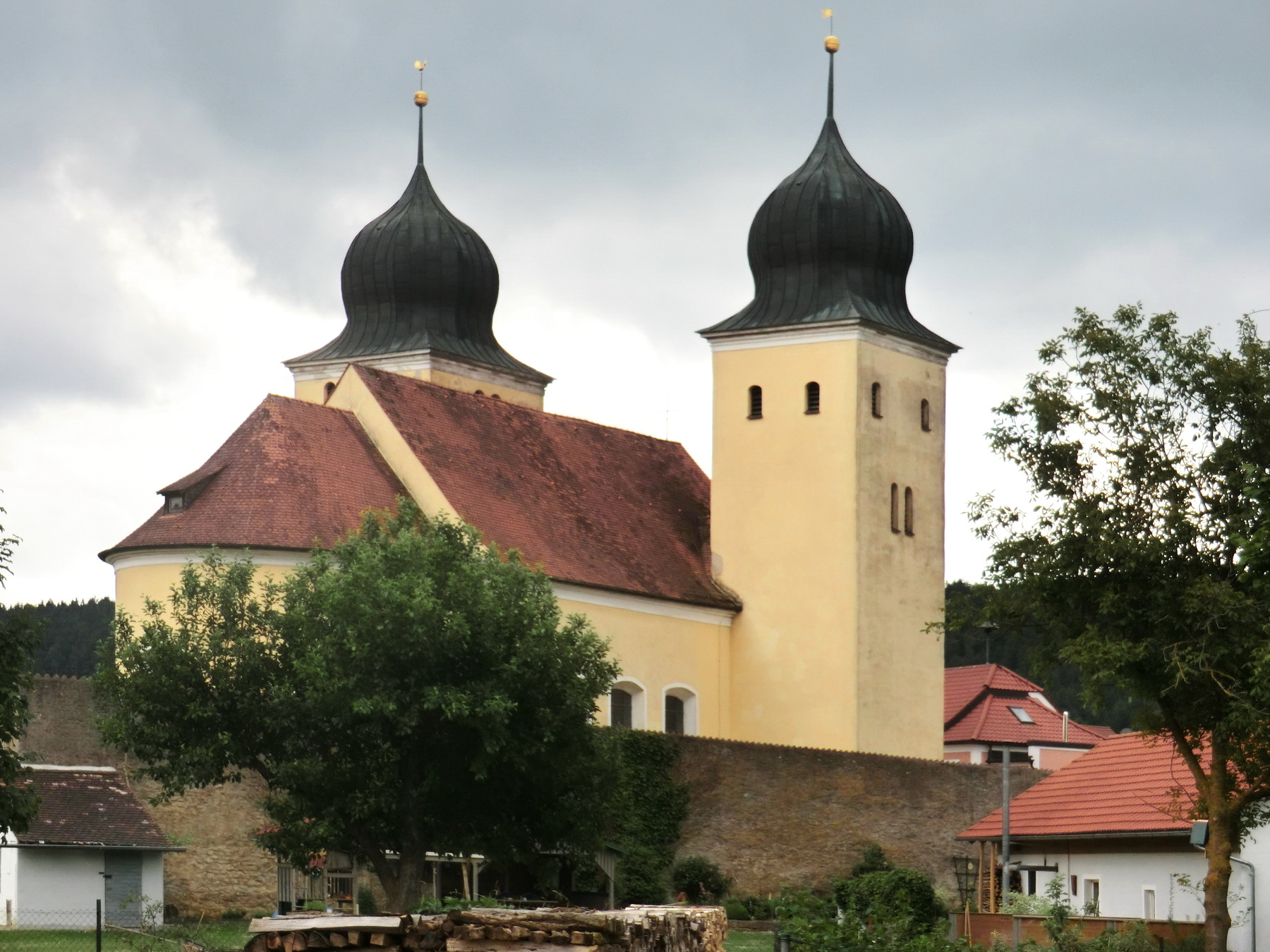
Die Pfarrkirche St. Vitus

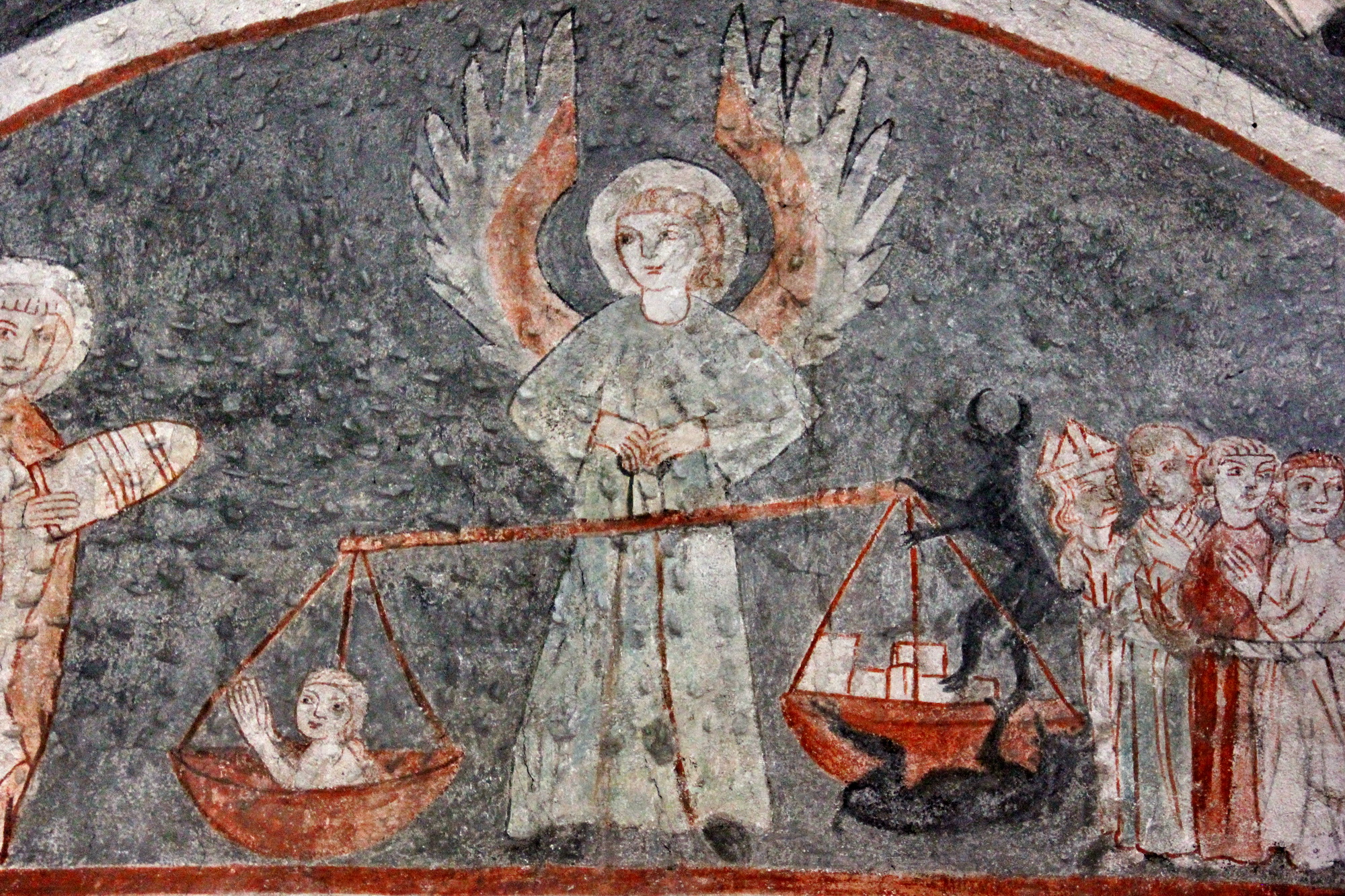
Seelenwaage des Erzengels Michael

Kottingwörth gehört zu den Urpfarreien des unteren Altmühltals und des unteren Hochstifts. Das Vituspatronat weist auf das 9. bis 10. Jahrhundert hin. Die Pfarrei war im Mittelalter sehr ausgedehnt; sie umschloss außer den Ort selber Dietfurt an der Altmühl (bis 1540), Töging, Hainsberg, Paulushofen (bis 1792) und vermutlich Kirchbuch und Kevenhüll. Heute wird die Pfarrei Kottingwörth (2007 insgesamt 542 Katholiken) mit ihren Filialen Grögling, Leising und Vogelthal von Beilngries aus seelsorgerlich betreut.

## Vereine
- Krieger- und Soldatenkameradschaft (gegründet 1924)
- Freiwillige Feuerwehr (gegründet 1881)
- FSV (Fußballsportverein) (gegründet 1949)
- Obst- und Gartenbauverein (gegründet 1995)
- Jagdgenossenschaft
- Theaterverein
- Zweigverein des Katholischen Deutschen Frauenbundes
- Katholische Landjugend-Bewegung
- Verein für Tradition und Kultur in Kottingwörth (VfTK) (1998 gegründet)

## Verkehr
Der Haltepunkt Kottingwörth lag an der Bahnstrecke Neumarkt–Dietfurt, die inzwischen stillgelegt ist.

## Sonstiges

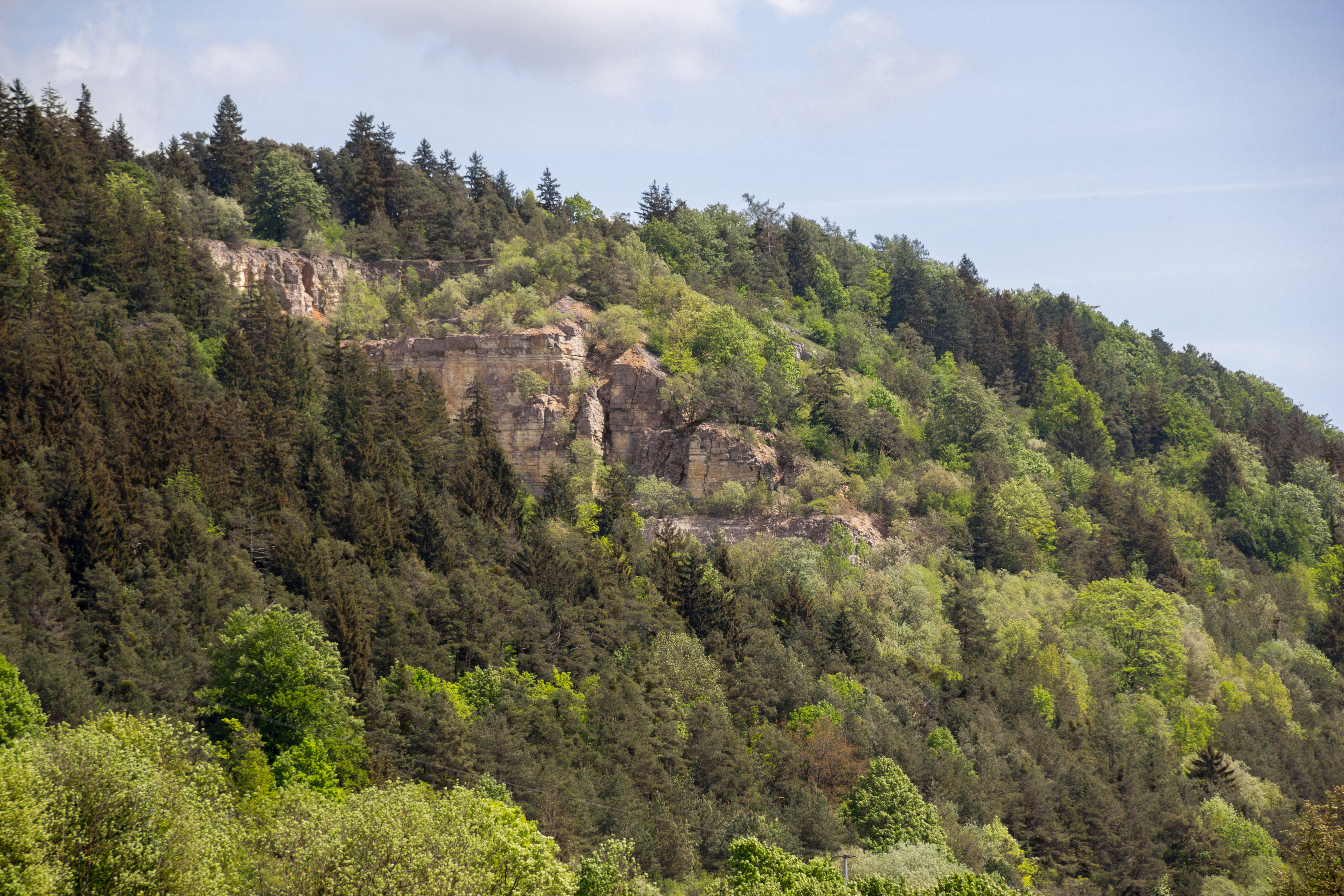
Steinbruch bei Kottingwörth

- Der Hochwassersteg war seit seiner Erbauung im Jahr 1910 bei den häufigen Hochwässern der Altmühl oftmals die einzige Möglichkeit, das Dorf trockenen Fußes zu verlassen.
- Im Jahr 2014 wurde der bisher bestehende Hochwassersteg umfassend saniert.
- Die mittelalterliche „Steinerne Brücke“ (Abbildung bei Mader, Kunstdenkmäler, S. 101) wurde 1927/1928 im Zuge der Altmühlregulierung abgetragen. Die Nachfolgebrücke erlitt im April 1945 kriegsbedingte Schäden; die heutige Brücke wurde 1962 errichtet.
- Der am Arzberghang liegende Steinbruch bei Kottingwörth war von 1938 bis 1975 in Betrieb.